# Zaspałkowa Szczelina
Zaspałkowa Szczelina – jaskinia w Dolinie Małej Łąki w Tatrach Zachodnich. Wejście do niej położone jest w Wyżniej Świstówce, poniżej Przełęczy Małołąckiej, na wysokości 1743 metrów n.p.m. Długość jaskini wynosi 10 metrów, a jej deniwelacja 5 metrów.

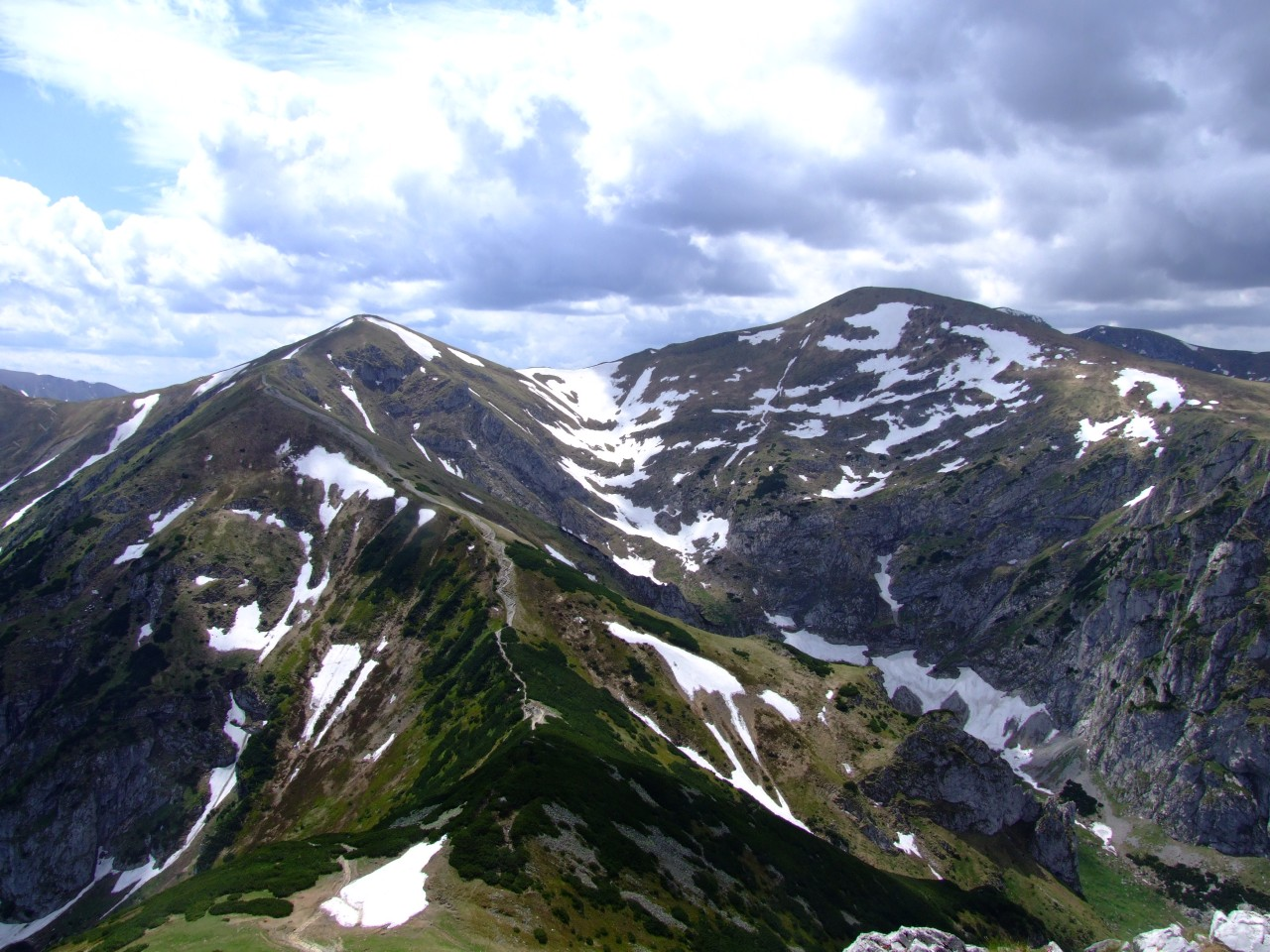
Widok z Giewontu na Wyżnią Świstówkę

## Opis jaskini
Jaskinię stanowi obszerny, idący stromo w dół szczelinowy korytarz zaczynający się w niewielkim otworze wejściowym, a kończący zawaliskiem. Z korytarza, 4 metry od otworu, odchodzi pochyły komin z małymi kaskadami. 

## Przyroda
W jaskini brak jest nacieków i roślinności. Przeważnie przez cały rok leży w niej zlodowaciały śnieg.

## Historia odkryć
Jaskinia była prawdopodobnie znana od dawna. Jej pierwszy plan i opis sporządziła I. Luty w 1979 roku.